# Vyšný Žipov
Vyšný Žipov (in ungherese Tapolyizsép) è un comune della Slovacchia facente parte del distretto di Vranov nad Topľou, nella regione di Prešov.